# Kubin

Herb szlachecki Kubin

Kubin (Struś) – polski herb szlachecki.

## Opis herbu
W polu błękitnym, na zielonym pagórku – struś trzymający podkowę barkiem do góry za ocel. Nad koroną rycerz zbrojny z trzema strzałami w prawej ręce i z mieczem w lewej ręce.

## Najwcześniejsze wzmianki
Nadany w 1778.